# Greg Gibson (basketballer)
Gregory Gibson (15 maart 1969) is een Amerikaans voormalig basketballer en huidig basketbalcoach.

## Carrière
Gibson speelde collegebasketbal van 1987 tot 1992 voor de USC Aiken Pacers. Hij werd daarna prof en speelde voor het Australische Parramatta Wildcats van 1992 tot 1995. Vanaf 1996 speelde hij tot 1998 elke zomer voor Penrith Panthers in de Australische competitie. Tijdens de seizoenen speelde hij voor het Duitse MTV Stuttgart. Van 1999 tot 2001 speelde hij in de Finse competitie bij Karhu Kauhajoen.
Na zijn profcarrière werd hij eerst coach van Newman Prep School. In 2002 trok hij opnieuw naar Finland en werd hoofdcoach van Karhu Kauhajoen in de Finse tweede klasse. Hij promoveerde met de club in 2007 naar de hoogste klasse om daarna na een seizoen terug te zakken. Hij promoveerde het seizoen erna opnieuw naar de hoogste divisie in Finland. Tijdens het seizoen 2010/11 was hij coach van Loimaan Korikonkarit in de tweede klasse. Het seizoen erop werd hij coach van de Nilan Bisons en bleef erbij tot in 2016. Na twee seizoenen bij Joensuun Kataja Basket tekende hij in april 2018 bij de Belgische eersteklasser Limburg United. Hij werd ontslagen in maart 2019 en tekende voor het seizoen 2019/20 bij de Finse eersteklasser BC Nokia.

## Erelijst

### Als speler
- Nummer 30 teruggetrokken door de USC Aiken Pacers
- NSW State League Championship: 1995
- NSW State League MVP: 1994, 1995
- University of South Carolina at Aiken Inaugural Sports: 2007[7]
- Central High School (Virginia) Athletic Hall of Fame: 2021

### Als coach
- 1st Division (Finland): 2007, 2009, 2011
- Fins landskampioen: 2012, 2013, 2017, 2024